# Nautilus (fikcyjny okręt)
Nautilus – fikcyjny okręt podwodny, występujący w powieściach Juliusza Verne’a Dwadzieścia tysięcy mil podmorskiej żeglugi oraz Tajemnicza wyspa, a także w filmach i grach komputerowych. Dowodzony był przez hinduskiego księcia, Dakkara, nazywającego się kapitanem Nemo, który zbudował statek jako narzędzie zemsty na Anglikach i ucieczki od cywilizacji. Nautilus napędzany był energią elektryczną, koszt jego budowy i wyposażenia wyniósł 5 milionów franków. Został zbudowany najwcześniej w 1859, a zatonął w 1868.
Nazwa statku została prawdopodobnie zaczerpnięta z konstrukcji Roberta Fultona.

## Charakterystyka techniczna

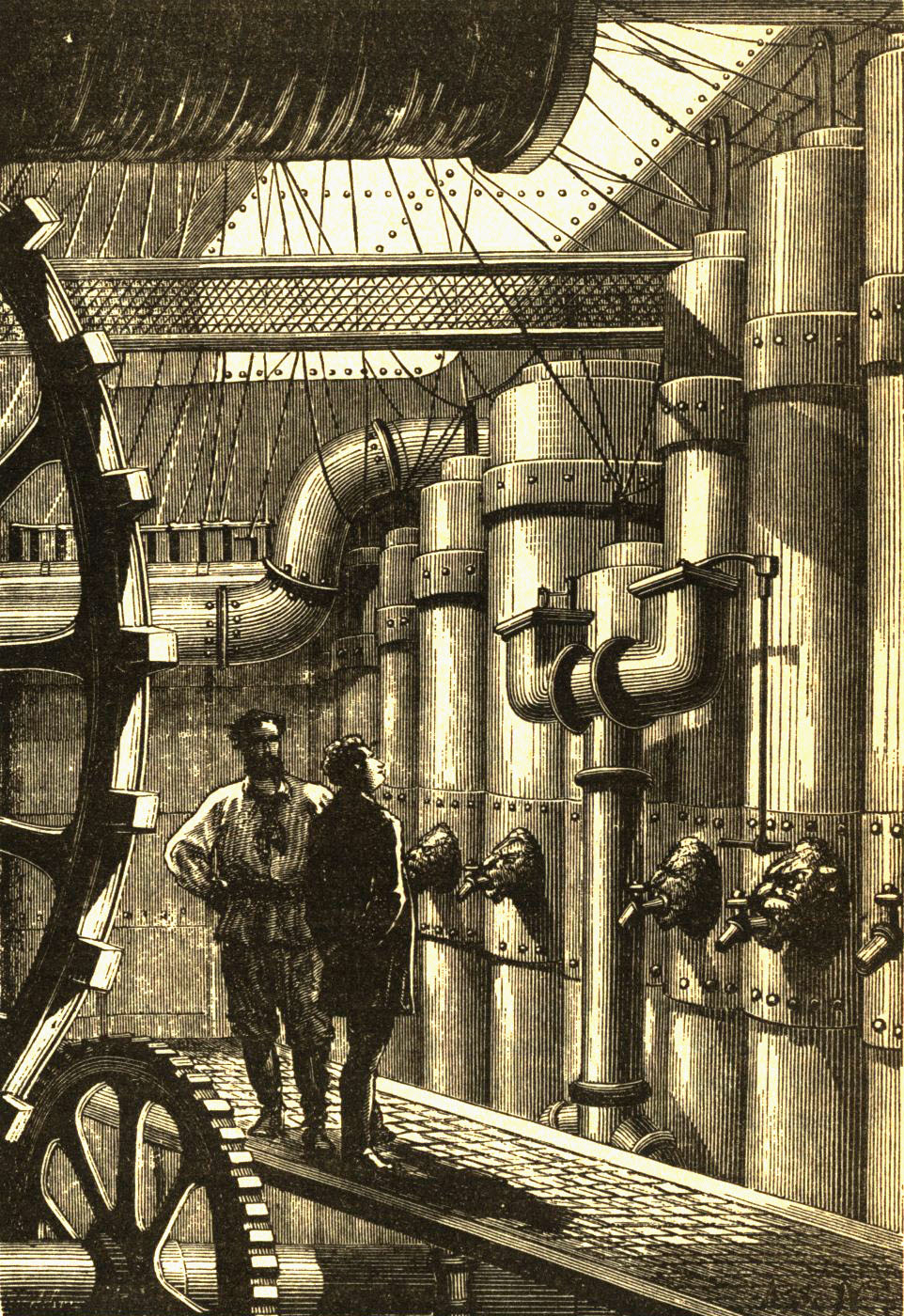
Siłownia Nautilusa

Nautilus zasilany był energią elektryczną, uzyskiwaną dzięki bateriom sodowym. Miał kształt cygara. Jego długość wynosiła 70 metrów, szerokość 8 metrów, wyporność w zanurzeniu 1507 t, zaś na powierzchni 1356,48 t, co oznaczało pływalność rzędu 10%. Ogólna powierzchnia wynosiła 1011,45 m². Składał się z dwóch kadłubów – wewnętrznego i zewnętrznego. Kontrola głębokości zanurzenia była możliwa dzięki zbiornikom o pojemności 150m³, położonym między kadłubami. Ciśnienie hydrostatyczne przekazywane było na kadłub zewnętrzny, o wytrzymałości zwiększonej oparciem za pomocą teowników o kadłub wewnętrzny. Stworzone one były z blach stalowych, pierwsza powłoka miała grubość 5 cm, a wagę 394,96 tony, zaś druga (wewnętrzna) ważyła 62 tony, miała 25 cm szerokości i 50 cm wysokości. Do poruszania się w płaszczyźnie poziomej służyło umocowane na tyle rufy prostopadłe koło sterowe, które działało za pomocą linowych przekładni, natomiast w płaszczyźnie pionowej poruszany był za pomocą dźwigni. Sternik kierował statkiem w oszklonej klatce, wystającej z górnej części kadłuba, zaopatrzonej w soczewkowe szyby stworzone z kryształowego szkła o grubości 21 cm w środku soczewki. Za klatką tą umieszczony był silny reflektor elektryczny, oświetlający morze w promieniu pół mili. Kabina ta miała wymiary ok. 1,83 m x 1,83 m.
Na górnej platformie statku znajdował się właz, a drabinka służąca do wchodzenia na statek w razie potrzeby była pod napięciem elektrycznym.
Nautilus co dobę wynurzał się na powierzchnię, by napełnić zbiorniki powietrzem za pomocą pomp (maksymalny czas przebywania pod wodą, po wykorzystaniu wszystkich rezerwowych zbiorników wynosił tydzień). Drzwi w szczelnych przegrodach zamykały się hermetycznie za pomocą kauczukowych uszczelniaczy.
Maszynownia miała 20 m długości i podzielona była na dwie części – pierwsza zawierała baterie sodowe, a energia przez nie wytworzona była przekazywana za pomocą elektromagnesów na system dźwigni i kół zębatych, przenoszących ruch na wał śrubowy. Średnica śruby wynosiła 6 m, zaś skok 7,5 m, jej maksymalna prędkość wynosiła 120 obrotów/min.
Okrągły kadłub był zakończony spiczastym taranem.
Maksymalna prędkość w zanurzeniu wynosiła  24 węzły. Maksymalne, odnotowane w powieści, zanurzenie statku to 16 000 m (w rzeczywistości osiągnięcie takiego zanurzenia nie byłoby jednak możliwe, gdyż największa głębokość oceanu w Rowie Mariańskim wynosi około 11 km).

## Wyposażenie

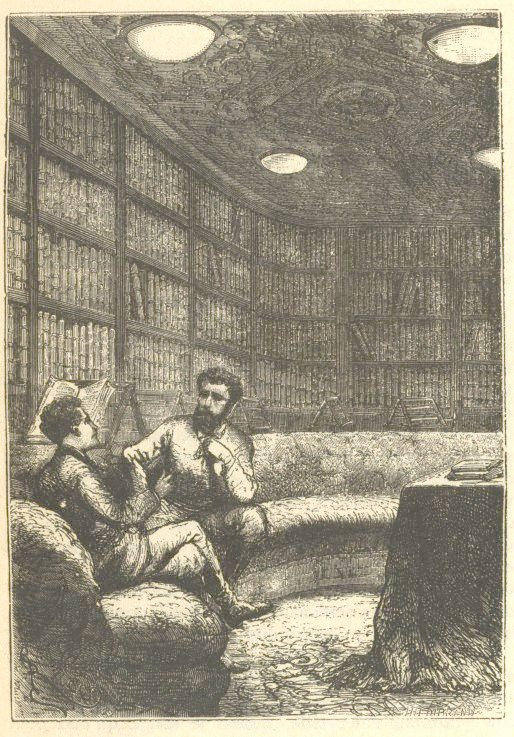
Biblioteka Nautilusa

Nautilus był bardzo bogato wyposażony – według kapitana Nemo zawartość biblioteki i salonu kosztowała go 2-3 mln franków. Biblioteka zawierała dwanaście tysięcy tomów w wielu językach, dotyczących zarówno nauk ścisłych, mechaniki, balistyki, hydrografii, meteorologii, geologii, geografii, nauk humanistycznych jak i etyki i literatury. Wśród nich były dzieła m.in.: Homera, Wiktora Hugo, Ksenofonta, Micheleta, Rabelais'go, Sand, Foucalta, Henryka Sainte-Claire Deville'a, Chaslesa, wydawnictwa Akademii Nauk, a także dwie książki fikcyjnego Piotra Arronaxa. Najnowsze spośród nich pochodziły z 1865. Pomieszczenie to pełniło zarazem rolę palarni – cygara tworzone były z alg bogatych w nikotynę.
W salonie znajdowało się ponad trzydzieści dzieł sztuki – obrazów i rzeźb, a także partytur znanych kompozytorów i rzadkich zbiorów przyrodniczych znalezionych w morzu przez kapitana Nemo.
Kuchnia statku działała za pomocą elektryczności – przewody dochodząc do palenisk przekazywały ciepło platynowym palnikom. Ogrzewały one także aparaty destylacyjne, dostarczające wody pitnej. W łazience dostępna była ciepła i zimna woda.
W salonie i w kajucie kapitana znajdował się zestaw instrumentów ułatwiających żeglugę – termometr, barometr, higrometr, stormglass, kompas, sekstant, chronometry, a także lornety dzienne i nocne. Oprócz tego na pokładzie znajdował się manometr, ukazujący ciśnienie na zewnątrz okrętu i sondy termometryczne, a także elektryczny zegar dwudziestoczterogodzinny i prędkościomierz.
Na wyposażeniu statku znajdował się także aparat fotograficzny, kilofy, stroje do nurkowania na dużych głębokościach, wiatrówki z pociskami elektrycznymi, oraz niewielka łódź wiosłowo-żaglowa, służąca do przejażdżek i połowów. Przylegała ona ściśle do górnej części kadłuba Nautilusa, wypełniając dostosowaną do niej wklęsłość. Była ona szczelna, przymocowana na mocnych sworzniach i połączona z okrętem przewodem telegraficznym. Wchodziło się do niej za pomocą podwójnego otworu – po wejściu załogi do łodzi, zamykało się otwór w kadłubie statku, a następnie w kadłubie łodzi i odpływało na powierzchnię.

## Rozwiązania techniczne i nieścisłości
W dziedzinie architektury i zastosowań okrętu podwodnego Juliusz Verne opisał elementy, które w przyszłości zostały zastosowane w realnych okrętach podwodnych, jak śluzy powietrzne i wodoszczelne grodzie. Autor opisał też stosowanie elektryczności, zarówno do napędu, jak i w kuchni, a także elektrycznych chronometrów. Podobnie podwójny kadłub, z teownikami, zastosowany w Nautilusie, istnieje choć działa w nieco inny sposób w nowoczesnych okrętach podwodnych. Pływalność statku wynosiła 10%, porównywalnie do okrętów nuklearnych. Misja Nautilusa była podobna do tej współczesnych okrętów (bojowa i naukowa), opisano też podróżowanie na niewielkich głębokościach w specjalnych kombinezonach.
Wiele założeń technicznych autora mija się jednak z prawdą. Kompas magnetyczny nie miałby racji bytu w zamkniętej puszce z blach stalowych, jaką był okręt. Kadłub o średnicy 8 m nie mógłby wytrzymać ciśnienia ok. 1600 barów, panującego na głębokości 16 000 metrów, do której zanurzał się Nautilus. Grubość powłoki musiałaby być tak wielka, że ciężar okrętu przewyższyłby znacznie wypór. W powieści grubość wynosiła zaledwie 30 cm, a waga ponad 450 t. Słaba pływalność i kształt statku mogłyby spowodować przy szybkości 10-12 węzłów nieoczekiwane zanurzenie, a kształt Nautilusa i materiały użyte do jego budowy nie umożliwiałyby zanurzenia większego niż 200 m, zresztą w ogóle żegluga podwodna nie mogłaby być możliwa, ze względu na złe umieszczenie uchylnych płaszczyzn.
Nie da się dokładnie określić roku budowy statku. Profesor Arronax znalazł w bibliotece statku książkę wydaną w roku 1865, więc wywnioskował, że Nautilus został zbudowany najpóźniej w 1865. W powieści Tajemnicza wyspa Nemo wyjawia, że Nautilus został zbudowany nie wcześniej niż w roku 1859, a w 1865 został uwięziony w jaskini. Niejasności te wynikają z zaburzeń chronologii pomiędzy dwiema powieściami:
- Akcja 20 000 mil podmorskiej żeglugi rozgrywa się w latach 1867–1868, Kapitan Nemo wygląda młodo, statek posiada wówczas pełną załogę.
- Tajemnicza wyspa rozgrywa się w tym samym czasie – w latach 1865–1869, lecz Kapitan Nemo ma ponad 60 lat, zaś wszyscy jego współtowarzysze od dawna nie żyją, a Nautilus jest uwięziony w jaskini. Natomiast relacja Nemo zgadza się z fabułą poprzedniej książki, jednak umieszcza ją przed 1865.

Podczas pierwszego kontaktu z Nautilusem profesor Arronax stwierdził, że jego kadłub jest całkowicie gładki, tymczasem podczas pobytu na Oceanie Spokojnym zauważył, że blachy żelazne statku były pokarbowane dachówkowato i przypominały łuski.

## Historia

### Budowa statku
Książę Dakkar, syn radży niepodległego Bundelkundu w 1857 stanął na czele powstania przeciw Anglikom. Powstanie poniosło klęskę, a zwycięzcy zamordowali najbliższych księcia. On sam ledwo uszedł z życiem i pragnąc zemsty przeznaczył resztę swego majątku na zbudowanie Nautilusa. Zebrawszy załogę uciekł od świata i od cywilizacji, nazywając siebie kapitanem Nemo.
Według relacji kapitana zawartej w „20 000 mil podmorskiej żeglugi”, okręt został stworzony w częściach, każda fabryka dostała zamówienie pod innym fałszywym nazwiskiem. Kil wykuty był w Creusot we Francji, wał śruby u Pena i spółki w Londynie, blachy stalowe na pokrycie kadłuba u Learda w Liverpoolu, śruba – u Scotta w Glasgow. Zbiorniki wyprodukował Cail i Spółka w Paryżu, maszyny Krupp w Prusach, ostrogę zaś zakłady w Motali w Szwecji, precyzyjne narzędzia bracia Heart w Nowym Jorku. Koszt budowy okrętu wyniósł według Kapitana Nemo 1 695 000 franków, z kompletnym wyposażeniem zaś ok. 2 000 000 franków.
Nautilus został złożony przez kapitana Nemo i jego towarzyszy na bezludnej wyspie. Po zakończeniu montażu wszelkie ślady zostały zniszczone ogniem, a statek wyruszył w podwodny rejs.

### Obserwacja Nautilusa i rejs „Abrahama Lincolna”

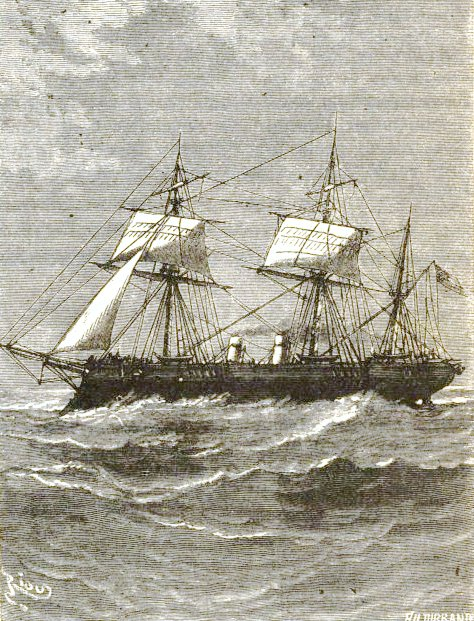
Abraham Lincoln – okręt wysłany w celu rozpoznania i zniszczenia Nautilusa

Jako pierwszy statek zauważył 20 lipca 1866 parowiec Gubernator Higginson, dwie mile na wschód od Australii, sądząc że napotkał nieznany gatunek ssaka morskiego. Trzy dni później zaobserwował go Krzysztof Kolumb, siedemset mil morskich dalej. Dwa tygodnie później statki Helvetia i Shannon zasygnalizowały sobie „potwora” pod 42°15' W. Osądzono jego długość na ok. 106 m. Następnie Nautilus zderzył się ze statkiem Etna. Stało się o nim głośno i rozprawiano o nim zarówno w prasie jak i w towarzystwie, a na jego temat powstało wiele artykułów wydanych przez czołowych naukowców.
5 marca 1867 Nautilus ciężko uszkodził statek Moravian płynący do Kanady, 13 kwietnia zaś, w okolicach przylądka Clear przypadkowo wydrążył dwumetrowej szerokości, trójkątną dziurę w Szkocji, okręcie należącym do Towarzystwa Cunarda. 2 lipca parowiec Linii San Francisco Tampico dostrzegł okręt kapitana Nemo na wodach północnego Pacyfiku. Jego śladem ruszył Abraham Lincoln kierowany przez kapitana Farraguta, na którego pokładzie byli m.in. profesor Paryskiego Muzeum Przyrodniczego Piotr Arronax, jego służący Conseil i harpunnik Ned Land.
5 listopada, gdy wyprawa miała już powracać, Land zauważył Nautilusa, mieniącego się fosforyzującym światłem elektrycznym. Ten zaczął gonić fregatę i okrążać ją, a następnie zgasił światła. Członkowie załogi sądzili, iż jest to wielki elektryczny narwal. Niedługo potem Abraham Lincoln zaczął śledzić kurs Nautilusa i strzelać do niego za pomocą armaty i harpuna, a następnie obydwa statki zderzyły się.

### Conseil, Arronax i Land na pokładzie Nautilusa

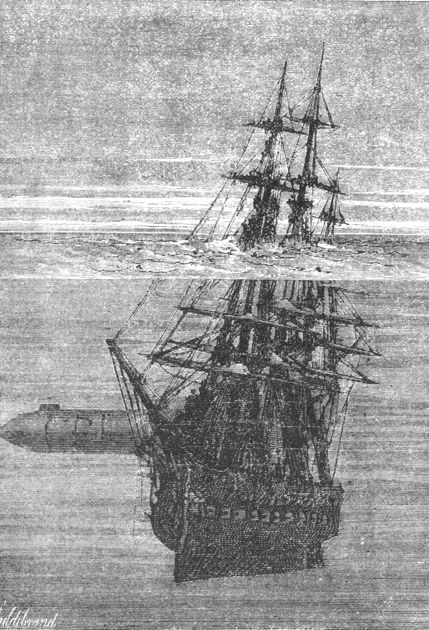
Nautilus w ataku

6 listopada Conseil, Arronax i Land znaleźli się na pokładzie Nautilusa, wciągnięci przez załogę statku i odizolowani w hermetycznie zamykanym pomieszczeniu. Wkrótce kapitan Nemo podjął decyzję o zaznajomieniu ich ze statkiem, przedstawiając profesorowi Arronaxowi szczegółowe dane dotyczące swojego okrętu.
Następnie Nautilus ruszył w dalszą podróż po Oceanie Spokojnym i innych morzach. 4 stycznia 1868 utknął on na mieliznach Cieśniny Torresa, jednak został uwolniony dzięki pływom. 7 lutego opuścił ocean i wszedł na wody Morza Czerwonego, natomiast pięć dni później, po przebyciu podmorskiego tunelu Arabian Tunnel znalazł się na Morzu Śródziemnym. Następnie wpłynął na Ocean Atlantycki, przepłynął nad zatopionym lądem Atlantydy i załadował zapasy sodu ze swojego „portu macierzystego”, położonego na jeziorze wewnątrz zalanego wulkanu. Następnie Nautilus podróżował w głąb i dotarł na głębokość 16 000 m, po czym skierował się na południe i zdobył Biegun (wówczas Kapitan Nemo prawdopodobnie po raz pierwszy od rozpoczęcia rejsu stanął na lądzie). Później statek ugrzązł wewnątrz ławic lodowych, groziło mu zgniecenie, a załodze uduszenie, jednak w wyniku roztapiania i wyrąbywania kilofami dziur w lodzie Nautilusowi udało się wydostać. Następnie przepłynął przez Atlantyk do Europy, gdzie napotkał pancernik. Na rozkaz księcia Dakkara został on zatopiony przez Nautilusa. Niedługo później Nautilus został wciągnięty przez malstrom, a Conseil, Arronax i Land uciekli z okrętu łodzią.

### Dalsze losy Nautilusa
Dalsze losy Nautilusa przedstawione są w książce Tajemnicza wyspa. Nautilus po wielu latach żeglugi zostaje zacumowany na Lincoln Island (Wyspa Lincolna). Gdy Nemo chce wyruszyć w dalszą podróż, okazuje się, że statek utknął w grocie, której wejście było zasypane kamieniami. Kapitan pragnął by jego okręt zakończył swoje istnienie razem z nim, więc gdy poczuł, że niedługo umrze, wypowiedział swoje ostatnie życzenie: by zalać okręt po jego śmierci. Na jego prośbę 15 października 1868 Cyrus Smith odkręcił zawory na rufie, co spowodowało wypełnienie wodą zbiorników statku, by powoli opadł on na dno.
9 marca 1869, po erupcji wulkanu w której zniszczona została duża część wyspy, Nautilus został pogrzebany pod skałami.

## Aspekty kulturowe

### Nautilus na ekranie

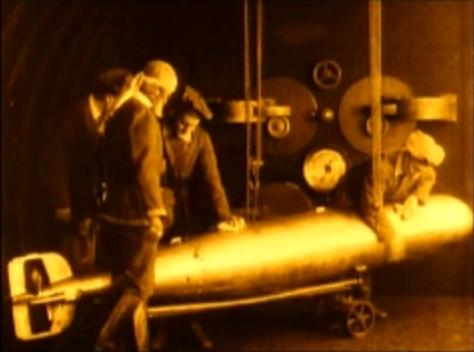
Model Nautilusa w filmie z 1916 roku

Nautilus jest obecny w wielu produkcjach filmowych i telewizyjnych. Większość z nich to ekranizacje powieści Juliusza Verne’a, lecz są też inne – w Lidze Niezwykłych Dżentelmenów z 2003 roku Nautilus pozwala tytułowej grupie bohaterów na dotarcie do Wenecji (pojawia się tu jednak nieścisłość – akcja filmu rozgrywa się w 1899, a Nautilus zatonął w 1868), zaś w Kapitanie Nemo i podwodnym mieście Nautilus zawozi rozbitków do podwodnej metropolii kapitana. Okręt pojawił się także w jednej ze scen Saturday Night Live.
Na podstawie filmu z 1954 powstał model Nautilusa w Disneylandzie.
Statek pojawił się w następujących filmach:
- 20 000 mil podmorskiej żeglugi (1916), reż. Stuart Paton[53]
- Tajemnicza wyspa (1925), reż. Benjamin Christensen[54]
- Tajemnicza wyspa (1941), reż. Eduard Pentslin[55]
- 20 000 mil podmorskiej żeglugi (1954) – reż. Richard Fleischer, Oscary za Najlepsze efekty specjalne i dla Johna Meehana w kategorii najlepsza scenografia[56]
- Kapitan Nemo i podwodne miasto (1969) – reż. James Hill[51]
- Kapitan Nemo (1975) – reż. Vasili Levin[57]
- Willy Fog – 20.000 mil podmorskiej żeglugi (1995) – reż. Claudio Biern Boyd[58]
- 20 000 mil podmorskiej żeglugi (1997) – reż. Rod Hardy[59]
- 20000 mil podmorskiej żeglugi (1997) – reż. Michael Anderson[60]
- 20 000 mil podmorskiej żeglugi (2002) – reż. Scott Heming[61]
- Liga niezwykłych dżentelmenów (2003) – reż. Stephen Norrington[49]
- Tajemnicza wyspa (2005) – reż. Russell Mulcahy[62]
- 30 000 mil podmorskiej żeglugi (2007) – reż. Gabriel Bologna[63]
- Podróż na Tajemniczą Wyspę (2012) – reż. Michael Bostick,Brad Peyto

### Nautilus w grach komputerowych
- W 1984 roku firma Synapse Software wydała grę Nautilus, w której zadaniem gracza jest zarządzanie łodzią podwodną i odpieraniem ataków ośmiornic i statków[64].
- W 1988 roku ukazała się gra 20 000 Lieues sous les Mers firmy Coktel Vision, gdzie Nautilus zaprojektowany jest w duchu steampunk, z technologią wzorowaną na nowoczesnych okrętach podwodnych[65].
- 10 października 2002 Cryo Interactive Entertainment wydało grę przygodową Tajemnica Nautilusa. Zadaniem gracza jest wydostanie się z okrętu, gdzie uznany jest za intruza[66].
- 3 listopada 2004 The Adventure Company wydała grę Powrót na Tajemniczą wyspę, gdzie zjawa kapitana Nemo z Nautilusa czeka na właściwy pochówek[67].
- Aidem Media wydało w styczniu 2007 grę dla dzieci Reksio i Kapitan Nemo, której akcja toczy się również na Nautilusie[68].
- Studio 7th Level wydało grę przygodową typu point and click o tytule „Ace Ventura”. Swoją premierę miała 31 października 1996 r. w USA.Podczas przygody Ace'a, gracz będzie miał okazję zwiedzić zaginionego Nautilusa Kapitana Nemo

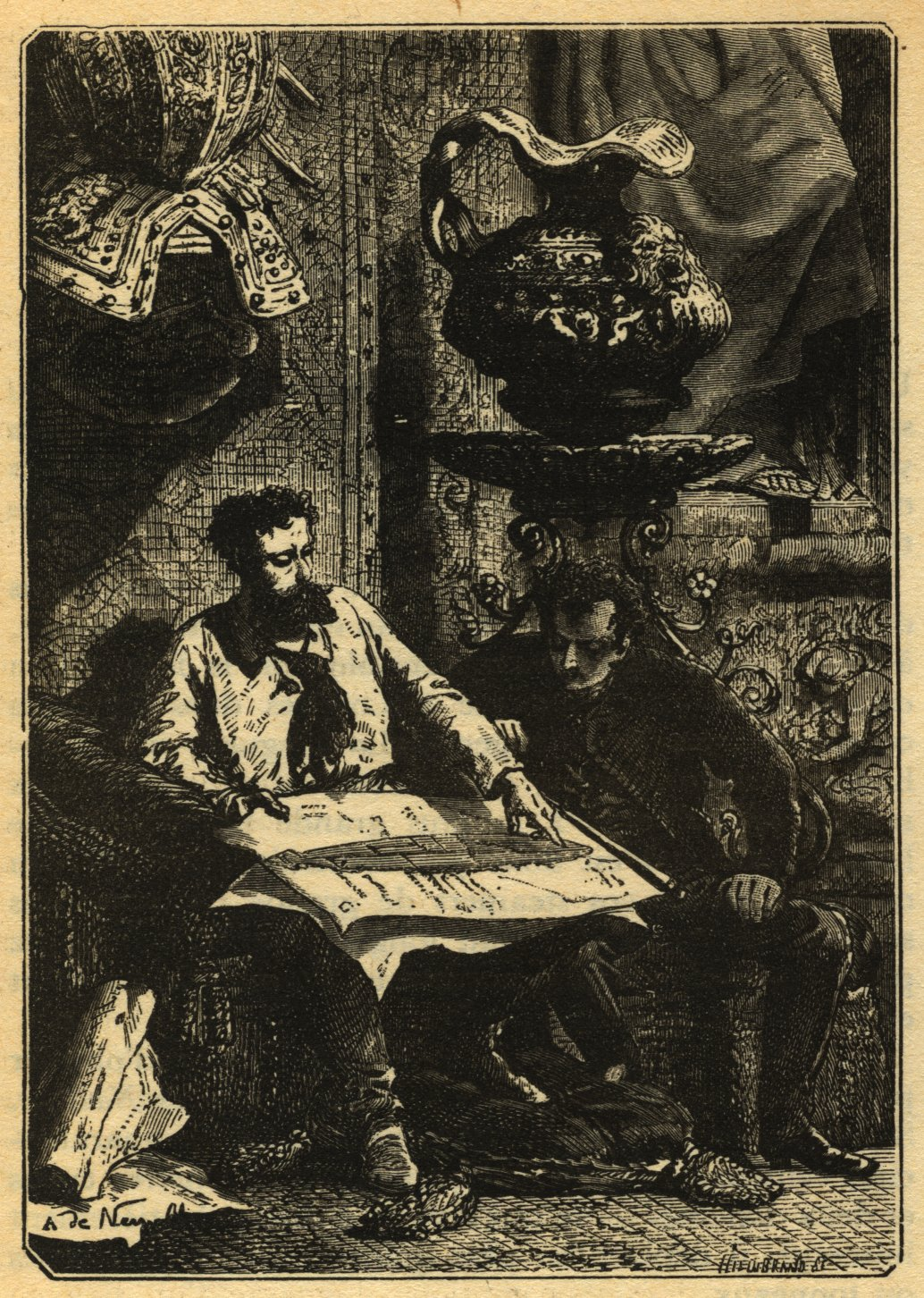
Kapitan Nemo i profesor Aronnax nad planami Nautilusa.
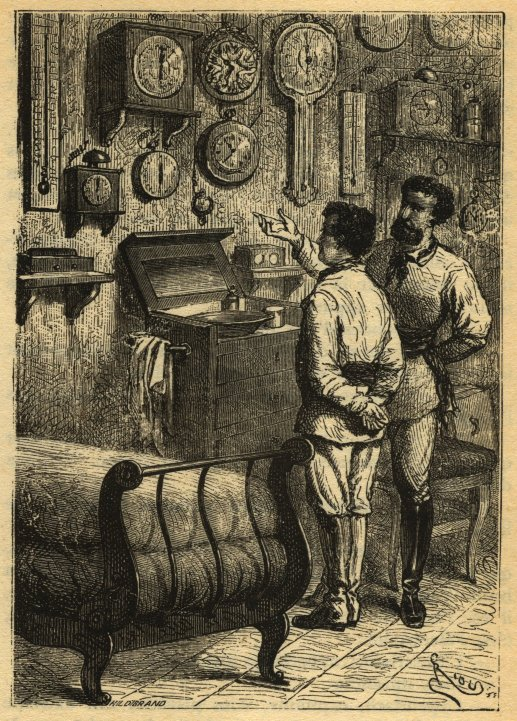
W kajucie kapitana Nemo.
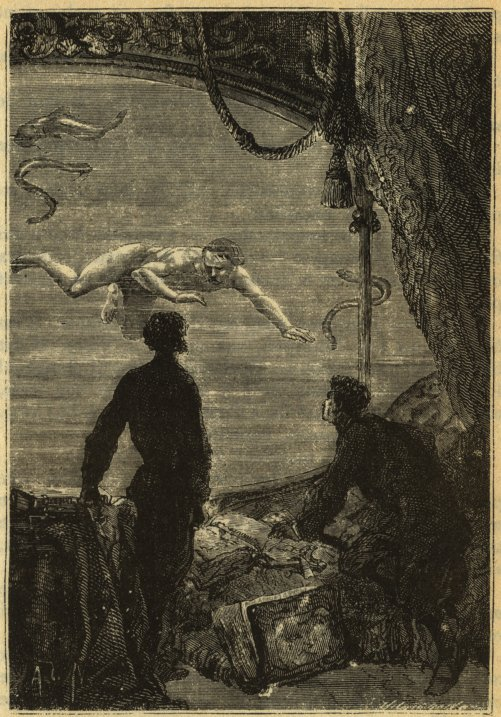
Okno widokowe.
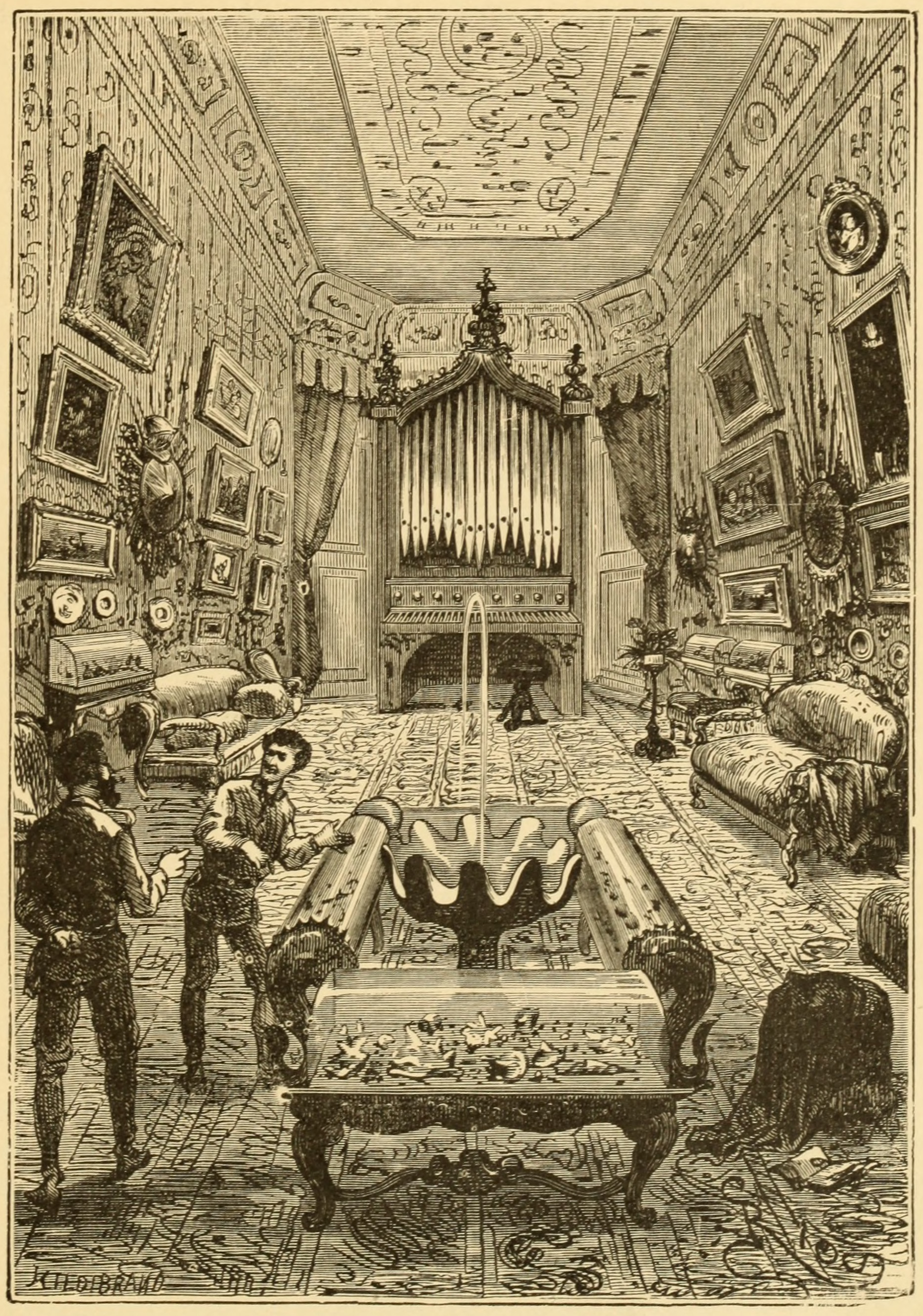
W salonie wiszą patriotyczne obrazy.
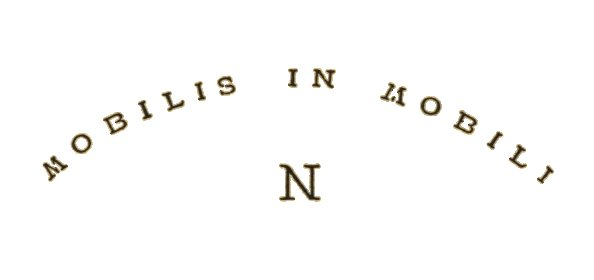
Motto Nautilusa.
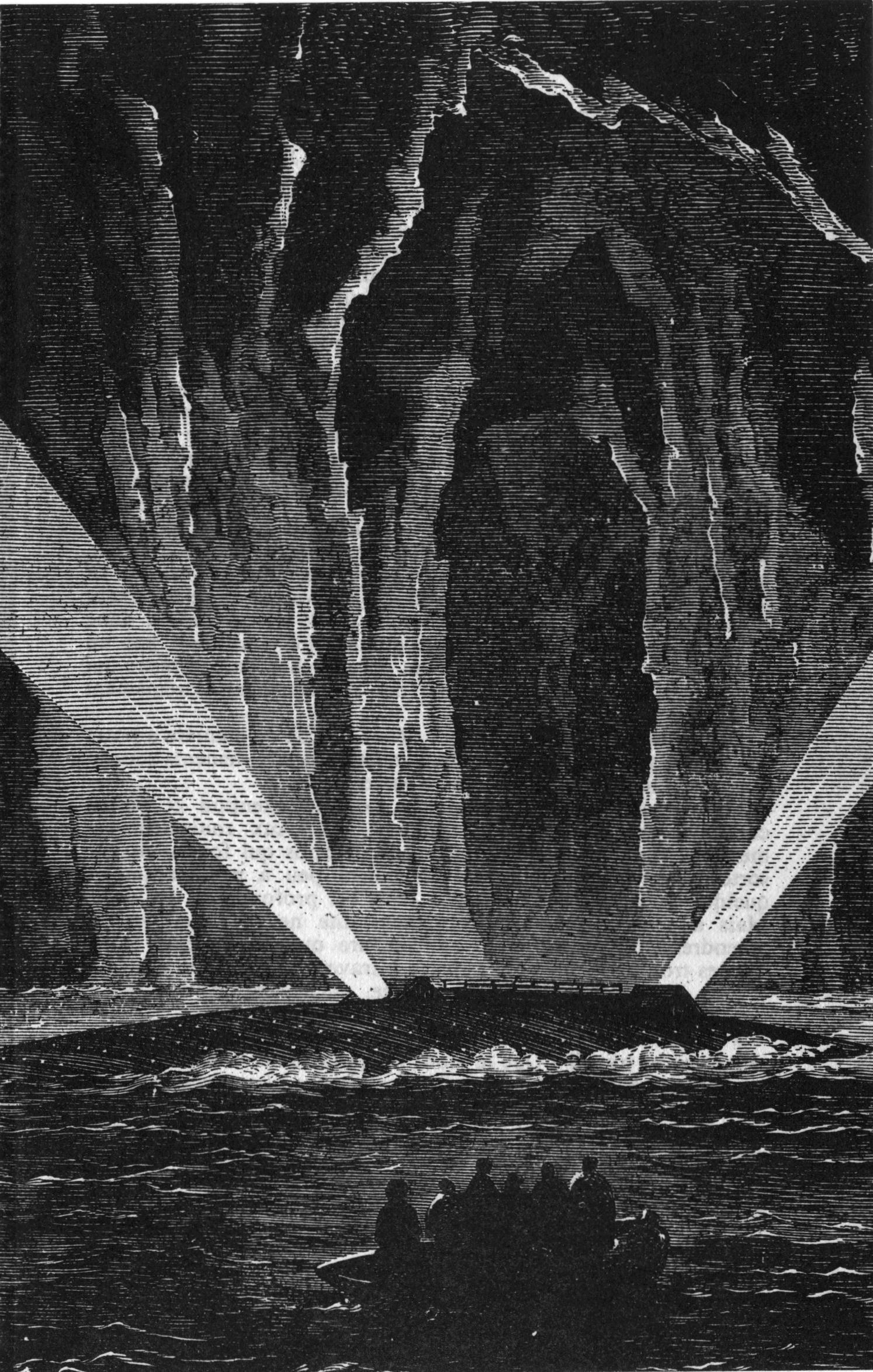
Nautilus w Tajemniczej Wyspie